# هلالة (تشريح)
الهلالة (بالإنجليزية: Meniscus)‏ هو غضروف مليف يوجد في مفصل الركبة والمفصل القصي الترقوي والمفصل الأخرمي الترقوي والمفصل الصدغي فك-سفلي. وتختلف عن القرص المفصلي بأنها تفصل جوف المفصل جزئيا فقط.